# Jean-Héracle de Polignac
Jean-Héracle de Polignac, 7e duc de Polignac, 5e prince pontifical de Polignac, est né le 14 octobre 1914 à Versailles et mort le 11 novembre 1999 à Lavoûte-sur-Loire.

## Famille
Jean-Héracle, 5e et dernier enfant, et seul fils d'Armand de Polignac, 6e duc de Polignac (1872-1961) et de Marie-Hélène de Bauffremont Courtenay (1878-1947). Il a quatre sœurs aînées : les princesses Yolande (1903-1991), Élisabeth (1904-1978), Marie-Odette (1905-1995) et Hélène (1908-1941).
Jean-Héracle de Polignac épouse, les 19 et 25 mars 1941, à Lourdes (Hautes-Pyrénées), Madeleine d'Arnoux (1907-1996). Le couple a 3 enfants :
- Marie-Hélène de Polignac (né en 1942), mariée mais sans postérité ;
- Marie-Christine de Polignac (née 1944), sans alliance ;
- Armand-Charles, 8e duc de Polignac (né au château de Mercastel, Villers-Vermont (Oise), le 7 octobre 1946), marié mais sans postérité[1]. Il est l'actuel duc de Polignac.

Jean-Héracle de Polignac est mort le 11 novembre 1999.

## Biographie
Jean-Héracle de Polignac succède à son père au titre de duc de Polignac et comme chef de la maison de Polignac, le 4 décembre 1961.
Jusqu'en 1976, il demeure principalement au château de Mercastel, commune de Villers-Vermont, dont il fut maire, puis reprend une autre demeure de famille, le château de Lavoûte-Polignac, dans le Velay

### Décorations
- Croix de guerre 1939-1945
- Médaille militaire
- Chevalier de l'ordre du Saint-Esprit (nommé par le prétendant légitimiste Jacques-Henri de Bourbon, duc d'Anjou et de Ségovie)[2]
- Chevalier de l’ordre de la Toison d’or (nommé par le même prince en qualité de prétendant carliste au trône d'Espagne)[3]

### Publications
Jean-Héracle de Polignac est l’auteur de :
- Châteaux de la Haute-Loire, 1971, Paris, Nouvelles Editions Latines ;
- La Maison de Polignac : étude d’une évolution sociale de la noblesse, 1975, Le Puy, Éditions Jeanne d’Arc (BNF 34556352) ;
- Tourisme en Haute-Loire, 1975, Paris, Nouvelles Éditions Latines (BNF 34577929)